# Adama Ouedraogo
Adama Ouedraogo, né le 3 avril 1987 à Yopougon en Côte d'Ivoire, est un nageur burkinabé spécialisé dans le freestyle. Il a participé à l'épreuve du 50 m aux Jeux olympiques d'été de 2012 ,, En 2019, il représente le Burkina Faso aux Jeux Africains de 2019 à Rabat, au Maroc .
Il a participé à l'épreuve masculine du 50 m nage libre aux Jeux olympiques d'été de 2020 .